# Collège électoral néerlandophone

Collège électoral néerlandophone

Le collège électoral néerlandophone est l'une des trois circonscriptions électorales du Parlement européen en Belgique. Il élit actuellement 12 députés en utilisant la méthode D'Hondt de représentation proportionnelle des listes. Auparavant, il élisait 13 députés, jusqu'à l'adhésion de la Croatie en 2013. Encore avant il élisait 14 députés, jusqu'à l'adhésion en 2007 de la Bulgarie et de la Roumanie.

## Limites
La circonscription correspond généralement à la Communauté flamande de Belgique et est parfois appelée collège électoral flamand,. Dans Bruxelles officiellement bilingue, les électeurs peuvent choisir entre les listes de ce collège électoral ou celles du collège électoral francophone.
Avant la réforme de l'État de 2011-2012, les électeurs pouvaient choisir entre les deux listes non seulement à Bruxelles, mais dans une zone recouvrant l'entierté de Bruxelles-Hal-Vilvorde . Cependant, certaines communes de la périphérie bruxelloise néerlandophone mais à facilité pour les francophones ont toujours cette option.
Le collège électoral néerlandais est composé de:
- tous les résidents votants des communes de la Région flamande, à l'exception de la commune des Fourons et du canton électoral de Rhode-Saint-Genèse.
- les résidents de Fourons habilités à voter qui souhaitent voter pour le collège électoral néerlandais et font donc également partie de la circonscription flamande.
- les résidents de la circonscription de Bruxelles-Capitale et du canton électoral de Rhode-Saint-Genèse (composé de Kraainem, Drogenbos, Linkebeek, Rhode-Saint-Genèse, Wemmel et Wezembeek-Oppem) ayant le droit de vote pour le collège électoral néerlandophone.
- les résidents éligibles de Comines-Warneton qui souhaitent voter pour le collège électoral néerlandophone de Heuvelland.
- l'électeur belge résidant à l'étranger qui souhaite voter pour le collège électoral néerlandophone.

## Membres du Parlement européen

### 2009 - 2014
- Ivo Belet, CD&V
- Frieda Brepoels / Mark Demesmaeker, N-VA
- Philip Claeys, VB
- Philippe De Backer, Open Vld
- Jean-Luc Dehaene, CD&V
- Saïd El Khadraoui, Sp.a
- Derk-Jan Eppink, LDD
- Annemie Neyts-Uyttebroeck, Open Vld
- Bart Staes, Groen!
- Marianne Thyssen, CD&V
- Kathleen Van Brempt, Sp.a
- Frank Vanhecke, indépendant
- Guy Verhofstadt, Open Vld

### 2004 - 2009
- Ivo Belet, CD&V / N-VA
- Frederika Brepoels, CD&V / N-VA
- Philip Claeys, Vlaams Blok
- Jean-Luc Dehaene, CD&V / N-VA
- Karel De Gucht, VLD / Vivant
- Mia De Vits, SPA / Spirit
- Koenraad Dillen, Vlaams Blok
- Saïd El Khadraoui, SPA / Esprit
- Annemie Neyts, VLD / Vivant
- Bart Staes, Groen!
- Dirk Sterckx, VLD / Vivant
- Marianne Thyssen, CD&V / N-VA
- Frank Vanhecke, Vlaams Blok
- Anne Van Lancker, SPA / Esprit

## Résultats des élections

### 2014
| Parti | Parti                                   | Parti de l'UE | Groupe EP   | Votes     | %     | Changement | Sièges | Changement |
| ----- | --------------------------------------- | ------------- | ----------- | --------- | ----- | ---------- | ------ | ---------- |
|       | NVA                                     | EFA           | ECR         | 1 123 363 | 26,67 | +16,79     | 4      | +4         |
|       | Libéraux et démocrates flamands ouverts | ADLE          | ADLE        | 859 254   | 20,40 | −0,2       | 3      | 0          |
|       | CD&V                                    | PPE           | PPE         | 840 814   | 19,96 | −3,34      | 2      | −1         |
|       | SPa                                     | PSE           | PSE         | 555 354   | 13,18 | −0,05      | 1      | −1         |
|       | Vlaams Belang                           | EAF           | Aucun       | 284 891   | 6,76  | −9,14      | 1      | −1         |
|       | Groen                                   | EGP           | Verts / ALE | 447 449   | 10,62 | +2,72      | 1      | 0          |
|       | Parti des travailleurs de Belgique +    | Aucun         | Aucun       | 101 246   | 2,40  | +1,42      | 0      | 0          |
| Total | Total                                   | Total         | Total       | 4 212 371 | 100   |            | 12     | −1         |

### 2009
| Parti | Parti                                | Affiliation                            | Votes     | %     | Changement | Sièges | Changement |
| ----- | ------------------------------------ | -------------------------------------- | --------- | ----- | ---------- | ------ | ---------- |
|       | CD&V                                 | PPE                                    | 948 123   | 23,26 | −4,89      | 3      | 0          |
|       | Open VLD                             | ELDR                                   | 837 884   | 20,56 | −1,35      | 3      | 0          |
|       | Vlaams Belang                        | Aucun                                  | 647 170   | 15,88 | −7,28      | 2      | −1         |
|       | SPa                                  | PSE                                    | 539 393   | 13,23 | −4,60      | 2      | −1         |
|       | NVA                                  | Groupe ALE / PPE-DE (mandat précédent) | 402 545   | 9,88  | +9,88      | 1      | 0          |
|       | Groen                                | EGP                                    | 322 149   | 7,90  | −0,08      | 1      | 0          |
|       | Liste Dedecker                       | Aucun, (rejoint ECR )                  | 296 699   | 7,28  | N / A      | 1      | N / A      |
|       | Parti des travailleurs de Belgique + | Aucun                                  | 40 057    | 0,98  | +0,37      | 0      | 0          |
|       | Parti social-libéral                 | EFA                                    | 26 541    | 0,65  | N / A      | 0      | N / A      |
|       | Autres                               | Autres                                 | 15 383    | 0,38  |            | 0      |            |
| Total | Total                                | Total                                  | 4 075 944 | 100   |            | 13     | −1         |

### 2004
| Parti | Parti        | Affiliation | Votes     | %     | Changement | Des places | Changement |
| ----- | ------------ | ----------- | --------- | ----- | ---------- | ---------- | ---------- |
|       | CD&V / NVA   |             | 1 131 119 | 28,15 | +6,47      | 4          | +1         |
|       | Vlaams Blok  |             | 930 731   | 23,16 | +8.07      | 3          | +1         |
|       | VLD          |             | 880 279   | 21,91 | −1,7       | 3          | 0          |
|       | SPa - Spirit |             | 716 317   | 17,83 | +3,62      | 3          | +1         |
|       | Groen!       |             | 320 874   | 7,99  | −3,99      | 1          | −1         |
|       | PTB          |             | 24 807    | 0,62  | 0,05       | 0          | 0          |
|       | PSL          |             | 14 166    | 0,35  | N / A      | 0          | N / A      |
| Total | Total        | Total       | 4 018 293 | 100   |            | 14         | 0          |

### 1999
| Parti | Parti                           | Affiliation | Votes     | %      | Changement | Sièges | Changement |
| ----- | ------------------------------- | ----------- | --------- | ------ | ---------- | ------ | ---------- |
|       | Libéraux et démocrates flamands |             | 847 099   | 21,88% | + 3,52%    | 3      | 0          |
|       | Parti populaire chrétien        |             | 839 720   | 21,68% | −5,75%     | 3      | −1         |
|       | Vlaams Blok                     |             | 584 392   | 15,09% | + 2,53%    | 2      | 0          |
|       | SP                              |             | 550 237   | 14,21% | −3,42%     | 2      | −1         |
|       | Volksunie                       |             | 471 238   | 12,17% | + 5,08%    | 2      | +1         |
|       | Agalev-Groen                    |             | 464 042   | 11,98% | + 1,25%    | 2      | +1         |
|       | Vivant                          |             | 67 107    | 1,73%  | N / A      | 0      | N / A      |
|       | Autres                          |             | 48 589    | 1,25%  |            | 0      | 0          |
| Total | Total                           | Total       | 3 872 424 | 100    |            | 14     | 0          |

### 1994
| Parti | Parti                           | Affiliation | Votes     | %      | Changement | Des places | Changement |
| ----- | ------------------------------- | ----------- | --------- | ------ | ---------- | ---------- | ---------- |
|       | Parti populaire chrétien        |             | 1 013 266 | 27,43% | −6,65%     | 4          | −1         |
|       | Libéraux et démocrates flamands |             | 678 421   | 18,36% | + 1,26%    | 3          | +1         |
|       | SP                              |             | 651 371   | 17,63% | −2,41%     | 3          | 0          |
|       | Vlaams Blok                     |             | 463 919   | 12,56% | + 5,97%    | 2          | +1         |
|       | Agalev                          |             | 396 198   | 10,73% | −1,47%     | 1          | 0          |
|       | Volksunie                       |             | 262 043   | 7,09%  | −1,61%     | 1          | +1         |
|       | WOW                             |             | 127 504   | 3,45%  | N / A      | 0          | N / A      |
|       | Autres                          |             | 101 427   | 2,75%  |            | 0          | 0          |
| Total | Total                           | Total       |           | 100    |            | 14         | +1         |

### 1989
| Parti | Parti                               | Affiliation | Votes     | %      | Changement | Sièges | Changement |
| ----- | ----------------------------------- | ----------- | --------- | ------ | ---------- | ------ | ---------- |
|       | Parti populaire chrétien            |             | 1 247 075 | 34,08% | + 1,55%    | 5      | +1         |
|       | SP                                  |             | 733 242   | 20,04% | −8,09%     | 3      | −1         |
|       | Parti pour la liberté et le progrès |             | 625 561   | 17,10% | + 2,91%    | 2      | 0          |
|       | Agalev-Groen                        |             | 446 539   | 12,20% | + 5,12%    | 1      | 0          |
|       | Volksunie - EVA                     |             | 318 153   | 8,70%  | −5,21%     | 1      | −1         |
|       | Vlaams Blok                         |             | 241 117   | 6,59%  | + 4,49%    | 1      | +1         |
|       | Autres                              |             | 47 219    | 1,29%  |            | 0      | 0          |
| Total | Total                               | Total       |           | 100    |            | 13     | 0          |

### 1984
| Parti | Parti                               | Affiliation | Votes     | %      | Changement | Sièges | Changement |
| ----- | ----------------------------------- | ----------- | --------- | ------ | ---------- | ------ | ---------- |
|       | Parti populaire chrétien            |             | 1 132 682 | 32,53% | −15,56%    | 4      | −3         |
|       | SP                                  |             | 979 702   | 28,13% | + 7,23%    | 4      | +1         |
|       | Parti pour la liberté et le progrès |             | 494 277   | 14,19% | −1,13%     | 2      | 0          |
|       | Volksunie                           |             | 484 494   | 13,91% | + 4,20%    | 2      | +1         |
|       | Agalev                              |             | 246 712   | 7,08%  | + 4,75%    | 1      | +1         |
|       | Vlaams Blok                         |             | 73 174    | 2,10%  | N / A      | 0      | N / A      |
|       | Autres                              |             | 71 239    | 2,05%  |            | 0      | 0          |
| Total | Total                               | Total       |           | 100    |            | 13     | 0          |

### 1979
| Parti | Parti                               | Affiliation | Votes     | %      | Changement | Sièges | Changement |
| ----- | ----------------------------------- | ----------- | --------- | ------ | ---------- | ------ | ---------- |
|       | Parti populaire chrétien            |             | 1 607 941 | 48,09% | N / A      | 7      | N / A      |
|       | Parti socialiste belge              |             | 698 889   | 20,90% | N / A      | 3      | N / A      |
|       | Parti pour la liberté et le progrès |             | 512 363   | 15,32% | N / A      | 2      | N / A      |
|       | Union populaire                     |             | 324 540   | 9,71%  | N / A      | 1      | N / A      |
|       | Agalev                              |             | 77 986    | 2,33%  | N / A      | 0      | N / A      |
|       | Autres                              |             | 121 783   | 3,64%  | N / A      | 0      | N / A      |
| Total | Total                               | Total       |           | 100    | N / A      | 13     | N / A      |